# Andreas Gießer
Andreas „Andi“ Giesser (* 1992 in München) ist ein deutscher Schauspieler und Hörspielsprecher.

## Leben
Giesser wuchs in Neuperlach auf. Er studierte ab 2011 Theaterwissenschaft an der Ludwig-Maximilians-Universität München und im Anschluss bis 2020 Schauspiel an der Hochschule für Musik und Darstellende Kunst Frankfurt am Main. Anschließend wirkte er in verschiedenen Theatern. Von 2022 bis 2024 war er in der Hauptrolle Severin Zechner bei Dahoam is Dahoam zu sehen. In anderen Fernsehformaten spielt er Episodenrollen.

## Filmographie (Auswahl)
- 2019: Tanken in Frankfurt
- 2021: Heute stirbt hier Kainer
- 2021, 2023: Die Rosenheim-Cops
- 2022–2024: Dahoam is Dahoam

## Hörspiele (Auswahl)
- 2020: Bodo Traber: Heaven Line (Hubby) – Regie: Bodo Traber (Kriminalhörspiel – WDR)